# پوکی پوکی
پوکی پوکی (puki puki) یک غذای بادنجان فیلیپینی و تخم‌مرغ است که از منطقه Ilocos در شمال لوزون در فیلیپین سرچشمه می‌گیرد. ابتدا بادنجان را مستقیماً روی شعله باز کباب می‌کنند و سپس پوست می‌گیرند و له می‌کنند. سپس موسیر تفت داده شده، سیر و گوجه فرنگی و تخم‌‌مرغ‌ هم‌زده اضافه می‌شود. البته با هم پیازچه تزیین می‌شود.
و در آخر درصورت دلخواه می‌توان آن را با برنج سفید نیز میل کرد.